# Борисоглебская церковь (Борисов городок)
Церковь Бориса и Глеба — несохранившийся каменный шатровый храм высотой 74 м, являвшийся доминантой ансамбля Борисова городка (в нынешнем селе Борисово Можайского района), построенного на рубеже XVI и XVII веков.
Размеры церкви (высота и подшатровый квадрат с 10-метровыми сторонами) позволяют говорить о ней как об исключительном памятнике древнерусской архитектуры, значительно превышавшем церковь Вознесения в Коломенском, а также колокольню Ивана Великого до её надстройки. Андрей Баталов называет её «самым грандиозным из шатровых храмов в истории средневековой русской архитектуры».

## История
Археолог Павел Раппопорт, исследовавший в 1940-х годах фундаментные рвы Борисоглебской церкви, предполагал, что незаурядный высокий храм в новой царской резиденции был задуман как памятник воцарению Бориса Годунова и восшествию на престол новой династии. Начало строительства, согласно этой версии, пришлось на первые годы правления Бориса Годунова. Иного мнения придерживался Владимир Косточкин, который считал, что храм строился до воцарения Годунова — в 1585—1586 годах. А. Л. Баталов допускает, что строительство началось ещё в бытность Годунова боярином, хотя не видит оснований для столь ранней датировки. Таким образом, Борисоглебская церковь могла некоторое время являться самым высоким строением на Руси, прежде чем была надстроена колокольня Ивана Великого в Московском кремле. С дискуссионным вопросом о датах строительства храма связан и вопрос, мог ли участвовать в строительстве знаменитый зодчий Фёдор Конь, предположительно, возводивший укрепления Борисова городка. Эту возможность допускал П. А. Раппопорт, но отвергал В. В. Косточкин.
Освящение Борисоглебской церкви состоялось, предположительно, в 1601 году в присутствии самого царя и его семьи.
Несмотря на запустение Борисова городка после Смутного времени, церковь оставалась действующей до первой половины XVIII века, что подтверждается отметками в писцовых книгах о сборе с неё церковной дани. Однако в 1744 году церковь была заброшена и простояла в таком положении до начала XIX века, при этом, по некоторым данным, частично обвалилась в 1775 году. Окончательно разобрана в 1830 году на стройматериалы. Ценные кирпичи пошли на строительство новых домов. Битый кирпич и остатки стен вместе со строительным мусором рабочие свалили на склон рва и эти остатки стали предметом изучения археологов.

## Архитектура
Церковь стояла на высоком белокаменном подклете и была окружена с трёх сторон двухъярусной папертью. Переход от четверика к восьмерику был оформлен кокошниками. В декорации использованы итальянизирующие мотивы, распространенные в архитектуре годуновской эпохи. В отличие от подклета, стены церкви были кирпичными с деталями из белого камня. Высота без креста составляла 74 м.